# Stenotarsus sallei
Stenotarsus sallei es una especie de coleóptero de la familia Endomychidae.

## Distribución geográfica
Habita en México.